# RC6

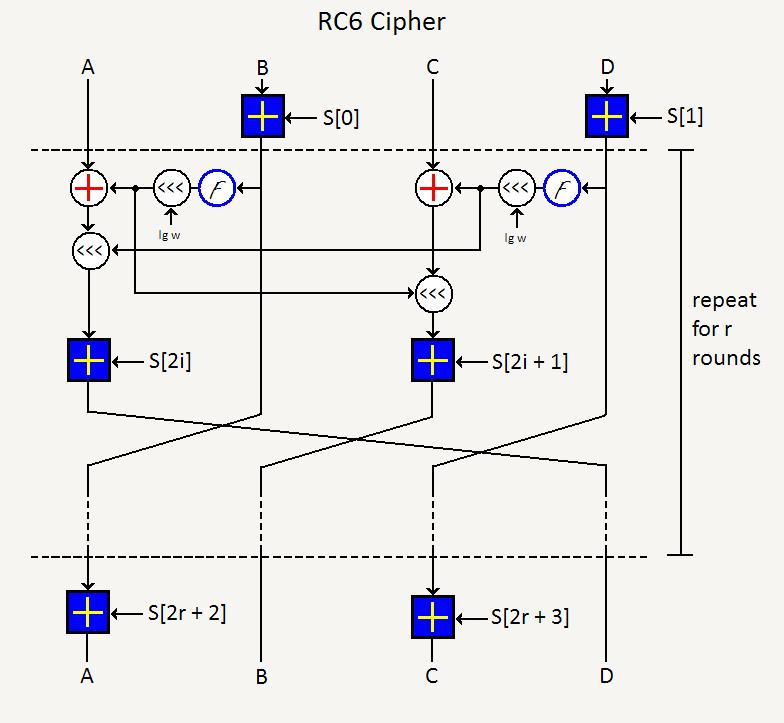
Algoritmo de RC6

En criptografía, RC6 es una unidad de cifrado por bloques de clave simétrica derivada a partir de RC5. 

La unidad RC6 tiene tamaño de bloque de 128 bits y acepta claves de tamaño 128, 192 y 256 bits, pero, al igual que RC5, puede ser parametrizado para soportar una amplia variedad de longitudes de palabra, tamaños de clave y número de vueltas. RC6 es muy similar a RC5 en estructura, utilizando rotaciones dependientes de los datos, sumas modulares y operaciones de XOR; de hecho, RC6 puede ser visto como una entremezcla de dos procesos de cifrado paralelo RC5. Sin embargo, RC6 utiliza una operación extra de multiplicación no presente en RC5 para lograr que la rotación sea dependiente de cada bit en una palabra, y no solamente de los bits menos significativos.